# コラ・ブルニョン (オペラ)
『コラ・ブルニョン』（ロシア語：Кола́ Брюньо́н）作品24は、ドミトリー・カバレフスキーがロマン・ロランの同名の小説に基づき作曲した、3幕で構成されるオペラ。
16世紀から17世紀のブルゴーニュで、彫刻家のコラ・ブルニョンと悪事を重ねるジフリャールとのやりとりに愛憎劇が絡む内容になっている。

## 作曲・初演と改訂
1936年から1937年にかけて作曲された。台本はV・ブラーギンとカバレフスキーによる。翌1938年、レニングラード・マールイ劇場にてボリス・ハイキンにより『クラムシの親方』として初演された。その後、1968年に『コラ・ブルニョン』に改題、改訂されて1970年4月16日にレニングラードにて初演された。

## 組曲
その後、オペラから抜粋してオーケストラのための組曲に編曲された。中でも序曲は吹奏楽などでしばしば演奏される。

### 楽器編成
フルート3（第3奏者はピッコロ持ち替え）、ピッコロ、クラリネット3、ファゴット3（第3奏者はコントラファゴット持ち替え）、ホルン4、トランペット3、トロンボーン3、チューバ、ティンパニ、小太鼓、トライアングル2、タンブリン、シンバル3、大太鼓、木琴、タムタム、ハープ、弦五部

### 楽曲構成
第1曲 序曲（Allegro - Presto）
冒頭の主題は管と打楽器により盛り上がりを見せ、その後Prestoの主部に移行する。主部は木管により短いシンコペーションを含めた主題を提示するが、シンコペーションの部分はたびたび繰り返される。その後弦が主題を引き継ぎ、ヘ長調からニ長調に、そして再びヘ長調に戻る。やがてトランペットと木琴を伴い、ファゴット、チューバ、チェロにが新しい主題を提示した後、木琴、ハープ、ヴァイオリンにより合奏が行われる。やがてファゴットと低弦により発展されて新しい段落に移行する。同段落では木管で提示された主題が直ちにファゴットと低弦に受け渡され、やがて弦楽合奏が後に現れる主題を予告する。ユニゾンによる下降形の旋律が現れてからはテンポが次第に弱まり、やがてホルンとヴァイオリンによる第3主題が顔を覗かせる。同主題は別の楽器により味付けされた後木管と弦に受け渡される。その後導入部の主題が回帰するが、すぐに変形されてティンパニの連打を伴ったクラリネットの二重奏が現れ、やがてコーダに至る。コーダではヴァイオリンが勢いのある旋律を奏した後、クラシマックスが現れる。その後全休止を経てシンバルとティンパニのリズムにより幕を閉じる。
第2曲 民衆の祝賀（Allegro Marcato）
オペラ第1幕第2場での侯爵を祝うための曲。トランペットによる短い導入部の後、弦のピッツィカートを伴い木管にメヌエット風の主題が現れ、展開されながらトランペットによる踊りの高潮を表す動機が現れる。やがて冒頭のメヌエット主題と踊りの高潮を表す動機を混ぜ合わせた動機が現れ、ピッツィカートによるメヌエット風の動機が現れる。その後ヴァイオリンとホルンがそれぞれ冒頭のメヌエット主題とピッツィカートによるメヌエット風の動機に似た旋律を奏してかけあうが、究極的には前者のみとなる。その後クライマックスに突入し、先行動機が再現されて曲を締めくくる。
第3曲 世の災禍（Largo）
オペラ第2幕第2場における、ペストを発病したコラ・ブルニョンを表現している。ペストの脅威を表現した主題で開始され、ドラムの上で木管と弦が旋律を奏した後冒頭の主題と関連性のある絶望的な旋律が現れ、やがて弦のトレモロを伴い管楽器が悲痛な旋律を奏でる。
第4曲 反乱（Moderato marciale）
オペラ第3幕における侯爵邸の襲撃を描いている。ティンパニと弦のピッツィカートにより開始され、ホルンとファゴットが加わった後、オーボエがロシアの革命歌風の動機を奏す。やがて侯爵への攻撃を描いたAleggro molto e con fuccoに移行してしばらくすると木管、ホルン、弦に新しい旋律が現れ、変形されながら上昇音形の激しいものとなる。その後木管に新しい旋律が現れ、打楽器と弦によりクライマックスが形成される。クライマックスは弦のスル・ポンティチェロを伴ってホルンにより提示された後、全合奏で幕を閉じる。